# 能勢電鉄1500系電車
能勢電鉄1500系電車（のせでんてつ1500けいでんしゃ）は、能勢電鉄が1983年に導入した電車である。阪急電鉄より2100系を譲受したグループで、1983年から1985年にかけて24両が竣工した。320形・500形の代替と輸送力増強・サービスの向上を目的に導入され、能勢電鉄初の大型車となった。

## 導入の経緯
旧性能小型車が使用されていた能勢電鉄では、沿線の住宅の開発進展により輸送力が不足し、大型車の導入による輸送改善が望まれていた。また保安度の向上のためATS（自動列車停止装置）の導入も急務となり、冷房化によるサービスの向上も検討されていた。この状況に対応するため、1983年に大型高性能冷房車として導入されたのが1500系である。
1500系は阪急電鉄の2100系が種車である。1962年に登場した2100系は神戸線用2000系の宝塚線版で、主電動機出力が100kWと小さくなっている（2000系は150kW）。2100系製造時の宝塚線の最高速度は80km/hであったが、後年に90km/hへ向上したことで2100系では性能が不足気味となり、冷房改造を行わず非冷房で存置されていた。この2100系を能勢電鉄の近代化のために譲渡することとなった。
1500系は1983年から1985年にかけて4両編成6本が投入された。1500系の導入後も残っていた320形・500形の2編成は、阪急の1010系・1100系を種車として1986年・1988年に導入された1000系の4両編成2本で代替されている。

## 導入時の改造

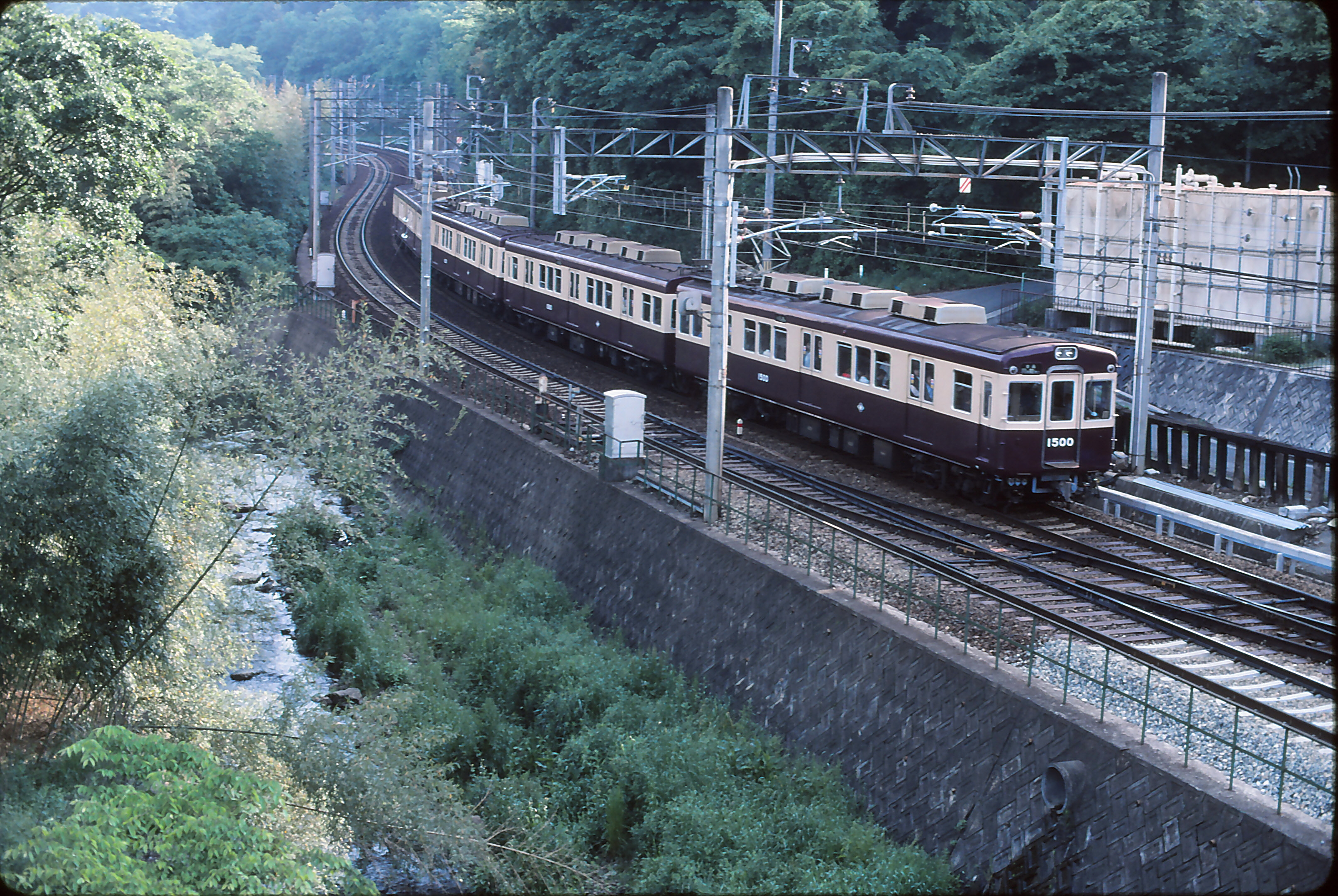
4両編成時代の1550F

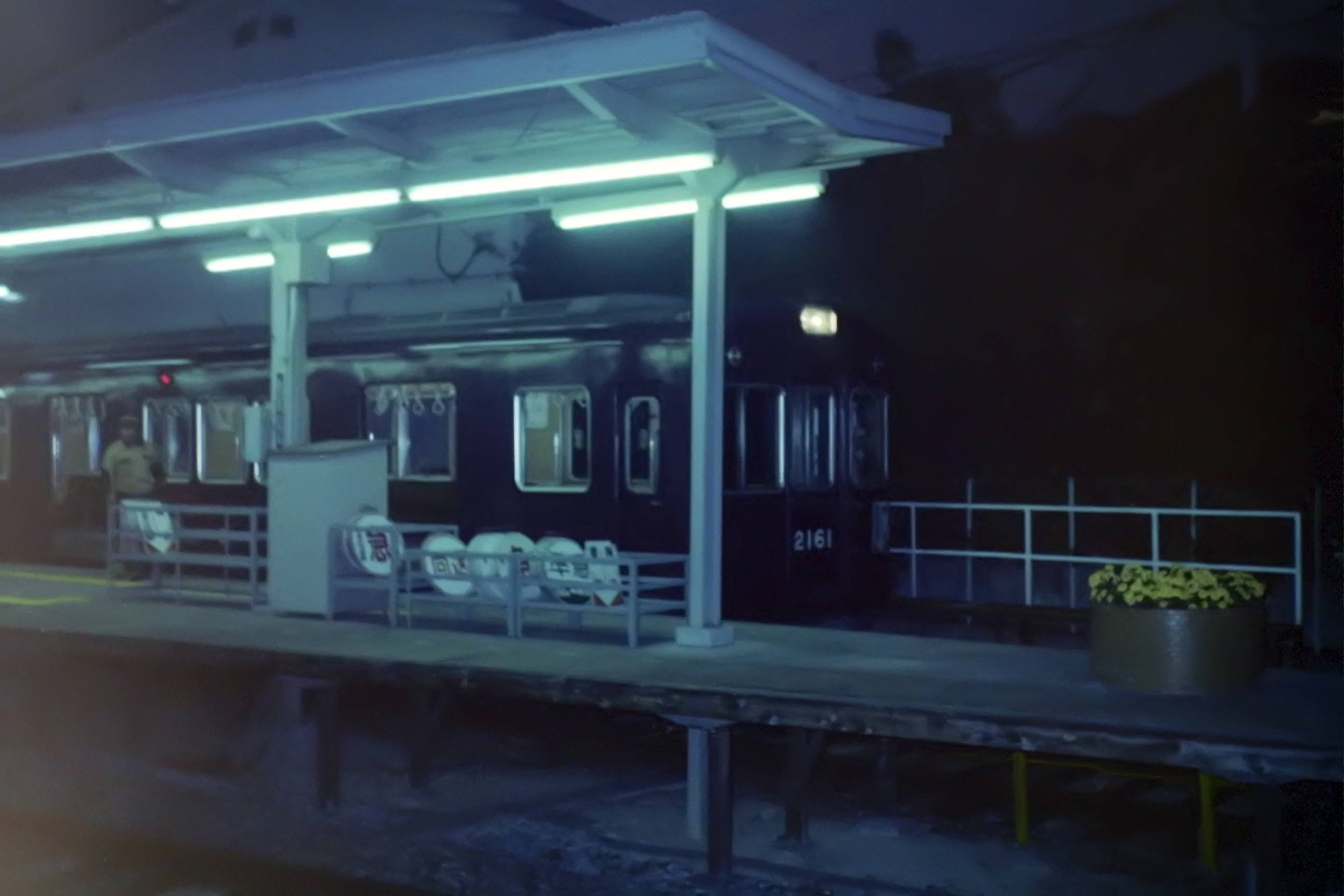
種車の阪急2100系2161（後の能勢電1555）

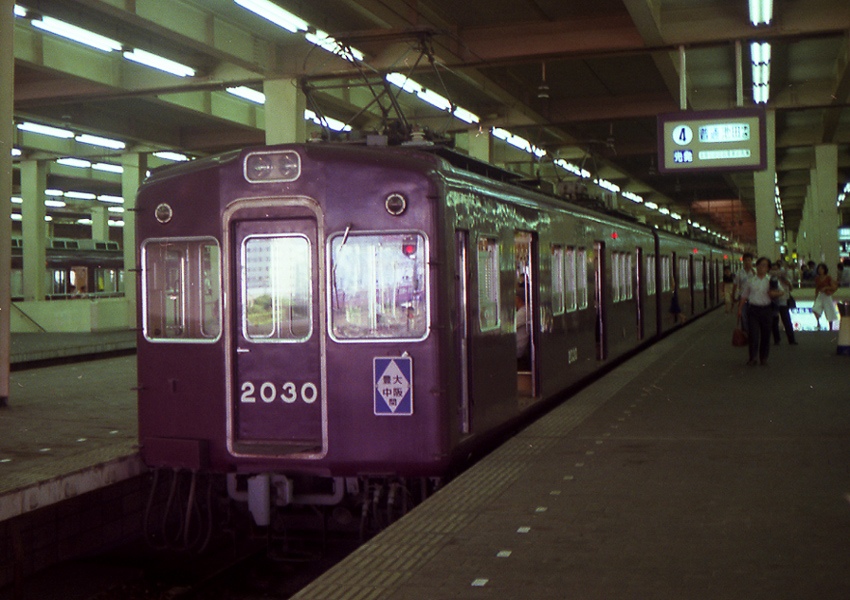
種車の阪急2021系2030（後の能勢電1585）

入線前にアルナ工機で改造が行われた。能勢電鉄は当時600Vだったことから、600Vへの降圧化工事が実施された。冷房化改造も行われており、阪急の7000系に準じてスイープファンが設置され、屋根上には冷房装置が狭い間隔で配置されている。補助電源は電動発電機 (MG) から静止形インバータ (SIV) に交換されている。
高架化前の川西能勢口駅構内に存在した半径40mの急カーブに対処するため、両端の連結器の長さが80mmずつ拡大され、連結面間の全長が19,160mmとなった。また、当時は連結器高さの低い小型車が在籍していたため、前頭部の連結器高さは830mmまたは760mmに下げられている。Tc車の連結器複心バネは撤去された。
電動式の方向幕が設置され、前面は正面左側の窓上に新設、側面は種別表示灯から交換された。表示窓の内寸は前面が450×230mm、側面は690×180mmである。前面方向幕の設置により、標識灯は若干車体外側に移設されている。
車体塗装は、マルーンをベースに窓周りをクリームとしたツートンカラーが採用された。
中間に入った運転台付きの車両は、第1編成（1550F）中の2両を除いて完全に中間車形態に改造された。第1編成の中間車1530・1580は乗務員扉を残し、機器類の撤去のみ行った。この2両間の運転台跡部の貫通路は狭幅であるが、貫通幌は広幅のものをアダプタを介して取り付けていた。
編成中1箇所または2箇所の貫通路に狭幅の引き戸が設置され、1530形の川西能勢口方に1箇所、1550FではT車とTc車の2箇所に設けられたが、貫通幌は阪急と異なり広幅が用いられた。元2104の1535の川西能勢口・宝塚方貫通路は阪急在籍時に引き戸付き狭幅に改造されていたが、能勢電入線に際して広幅への再拡大工事を実施した。
台車はアルストムリンク台車への交換が行われ、FS-311K・FS-312、またはFS-333・FS-33が装着された。エコノミカル台車（KS-66A/B）は1010系発生品のFS-311K・FS-312に、ミンデンドイツ式台車（FS-345・FS-45）は2000系のFS-333・FS-33台車と交換している（入線当初は平野車庫にミンデンドイツ式台車の組み立て治具がなかったため）。
1585は、2021系の電装解除車2030が種車である（阪急時代は3100系3154Fに組み込み）。運転台を撤去して完全な中間車形態となったが、中間車化された箇所の窓枠などは1984年に阪急六甲駅で発生した衝突事故で廃車となった初代2050の部品が流用された。本来譲渡予定であった2154は、初代2050の事故廃車代替として2代目2050に編入されている。
車両番号の対照は次のとおりである。cは中間運転台、oは運転台撤去跡。
| 能勢電鉄での番号 | 能勢電鉄での番号 | 能勢電鉄での番号 | 能勢電鉄での番号 | ← | 阪急時代の番号 | 阪急時代の番号 | 阪急時代の番号 | 阪急時代の番号 | 備考         |
| ---------------- | ---------------- | ---------------- | ---------------- | - | -------------- | -------------- | -------------- | -------------- | ------------ |
| 1550             | 1530 o           | o 1580           | 1500             | ← | 2150           | 2100 c         | c 2151         | 2101           |              |
| 1551             | 1531             | 1581             | 1501             | ← | 2152           | 2102           | 2055           | 2103           | 2055は2000系 |
| 1552             | 1532             | 1582             | 1502             | ← | 2158           | 2109           | 2160           | 2108           |              |
| 1553             | 1533             | 1583             | 1503             | ← | 2156           | 2106           | 2157           | 2107           |              |
| 1554             | 1534             | 1584             | 1504             | ← | 2159           | 2111 c         | 2059           | 2110           | 2059は2000系 |
| 1555             | 1535             | 1585             | 1505             | ← | 2161           | 2104           | 2030 c         | 2105           | 2030は2021系 |

## 編成
編成は4両編成とされ、日生中央・妙見口方から1550形 (Tc) - 1530形 (M) - 1580形 (T) - 1500形 (Mc) の4両編成を組成する。
- 1550形（1550 - 1555）
圧縮機(CP)を搭載する制御車。
- 1530形（1530 - 1535）
パンタグラフと制御器を搭載する中間電動車。
- 1580形（1580 - 1585）
SIVとCPを搭載する付随車。
- 1500形（1500 - 1505）
パンタグラフと制御器を搭載する制御電動車。

## 改造工事

### 塗装変更
1990年登場の1700系ではオレンジ・グリーン塗装で竣工し、在来車の1500系・1000系もこの塗装に変更された。1700系は1990年6月に営業運転を開始したが、同年2月に1500系1500号で工場内でのテスト塗装が行われた。テスト終了後の1500号は従来の標準色に戻されている。
1993年より再び塗装の変更が検討され、1500系・1700系の3編成づつで計6パターンの試験塗装が行われた。1500系は1551F、1554F、1555Fの3編成で施工された。
1994年には、クリーム・扉周りオレンジの塗装が標準色に制定された。この塗装デザインは宝塚造形芸術大学（後の宝塚大学）教授の逆井宏によるもので、鉄道ファンの間では「フルーツ牛乳」と通称されている。
2003年4月からは、経営合理化の一環で阪急と同じマルーン単色塗装に変更された。塗装変更は平野工場にて短期間で行われ、同年8月までに完了した。この塗装変更を前に、1500系の外板更新工事が実施されている。

### 昇圧改造
1995年3月の架線電圧の600Vから1500Vへの昇圧に伴い、昇圧改造が実施された。主要機器は複電圧に対応していたため、スイッチの切換とSIVの基板交換のみで対応された。

### ワンマン化改造
1500系は1997年よりワンマン運転対応改造が施工された。ワンマン運転用の戸閉装置や自動放送装置、非常通報装置、扉開閉予告ブザー、戸閉センサー、転落防止幌の設置、貫通路の狭幅化などが行われている。川西能勢口駅の高架化による急曲線の解消に伴い、連結面間距離が阪急時代と同じ寸法に戻されている。

### 編成分割

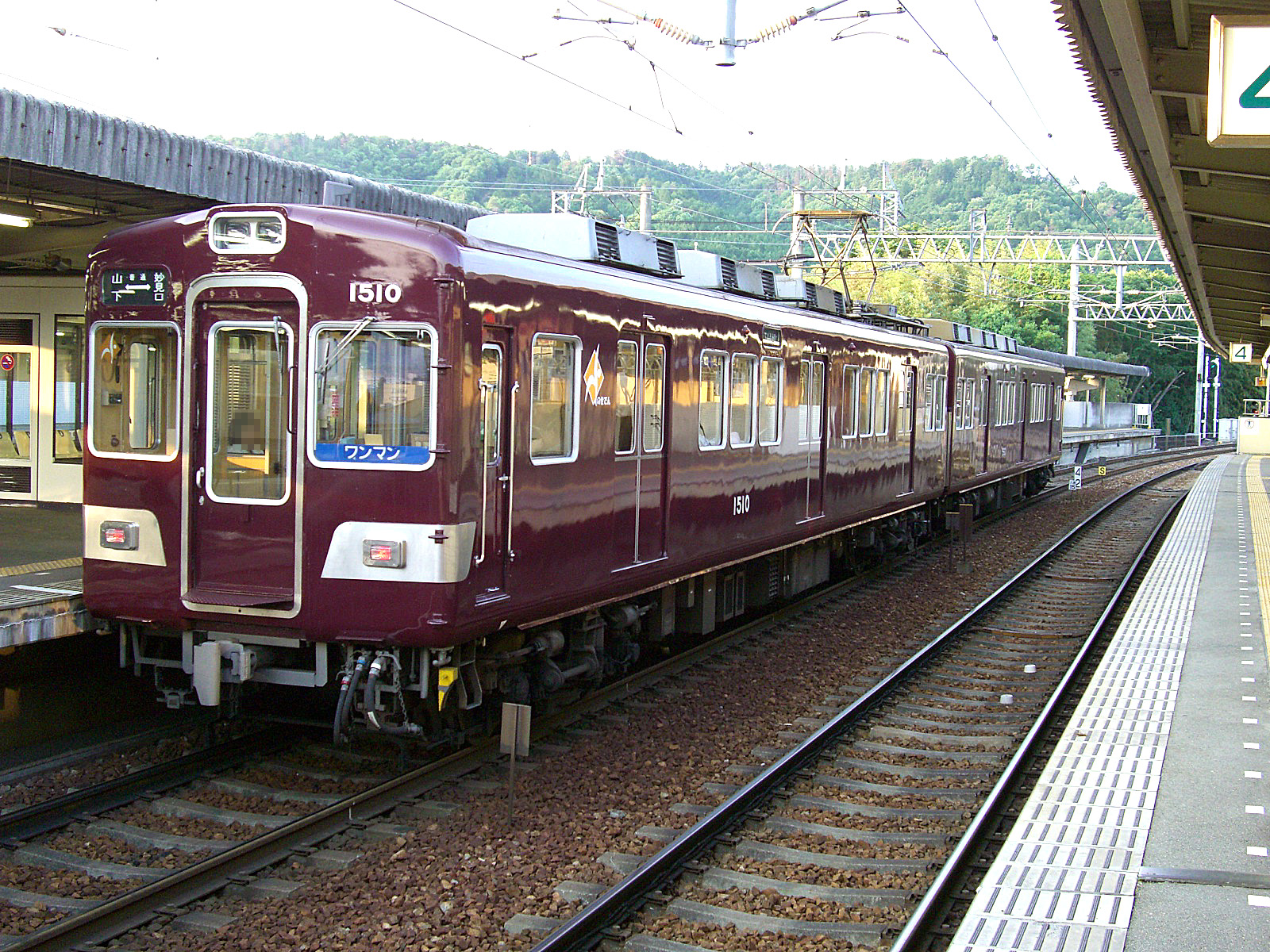
先頭車復元改造された1560F
（2007年6月7日 山下駅）

1997年に第1編成の1550F（1550-1530+1580-1500）が編成分割され、2両編成2本が組成された。先頭車は1550-1500の2両編成となり、運転台の撤去跡を残す中間車の1580・1530は先頭車に復元改造され、1560-1510の2両編成となっている。
1560Fの運転台復元工事に際しては、同時期に阪急から譲渡された3100系と同じデザインが採用され、前照灯は角型を設置、標識灯はLED式の角型を窓下に配置し、その周囲にステンレスの飾り帯（上下幅340mm）が設けられた。前面貫通扉は窓が下に拡大され、車両番号は右窓上に掲示されている。乗務員室扉横の手すりはステンレス製のものを新設している。
1560の補助電源は従来からのSIVを使用し、1550にはMG（CLG326M）を新設した。1560・1510の前頭部連結器は自動連結器に交換されたが、1560の前頭連結器受は、急曲線の緩和により復心バネ付きとなった。

## 復刻塗装

### 創立100周年記念
2008年5月23日の能勢電鉄創設100周年を記念して、「懐かしのオリジナルカラー」塗装が復刻された。対象車両は1550Fと1560Fで、1550Fには入線当初のマルーン+ベージュ（1983年8月 - 1992年8月）、1560Fには能勢電鉄最後のオリジナルカラーであるオレンジ+クリーム（1994年3月 - 2003年8月、通称「フルーツ牛乳」）の塗装が施された。
2008年5月24日の「のせでん春のレールウェイフェスティバル2008」と同年11月2日の「のせでん秋のレールウェイフェスティバル2008」では、この復刻塗装2編成が貸切列車「100周年記念号」として使用された。
当初は2009年3月までの予定であったが、4月以降も車内に飾られた写真集を撤去してオリジナルカラーでの運行は継続され、2010年2月20日に100周年記念号のさよなら運転が行われた。運転終了後はマルーン塗装に戻っている。

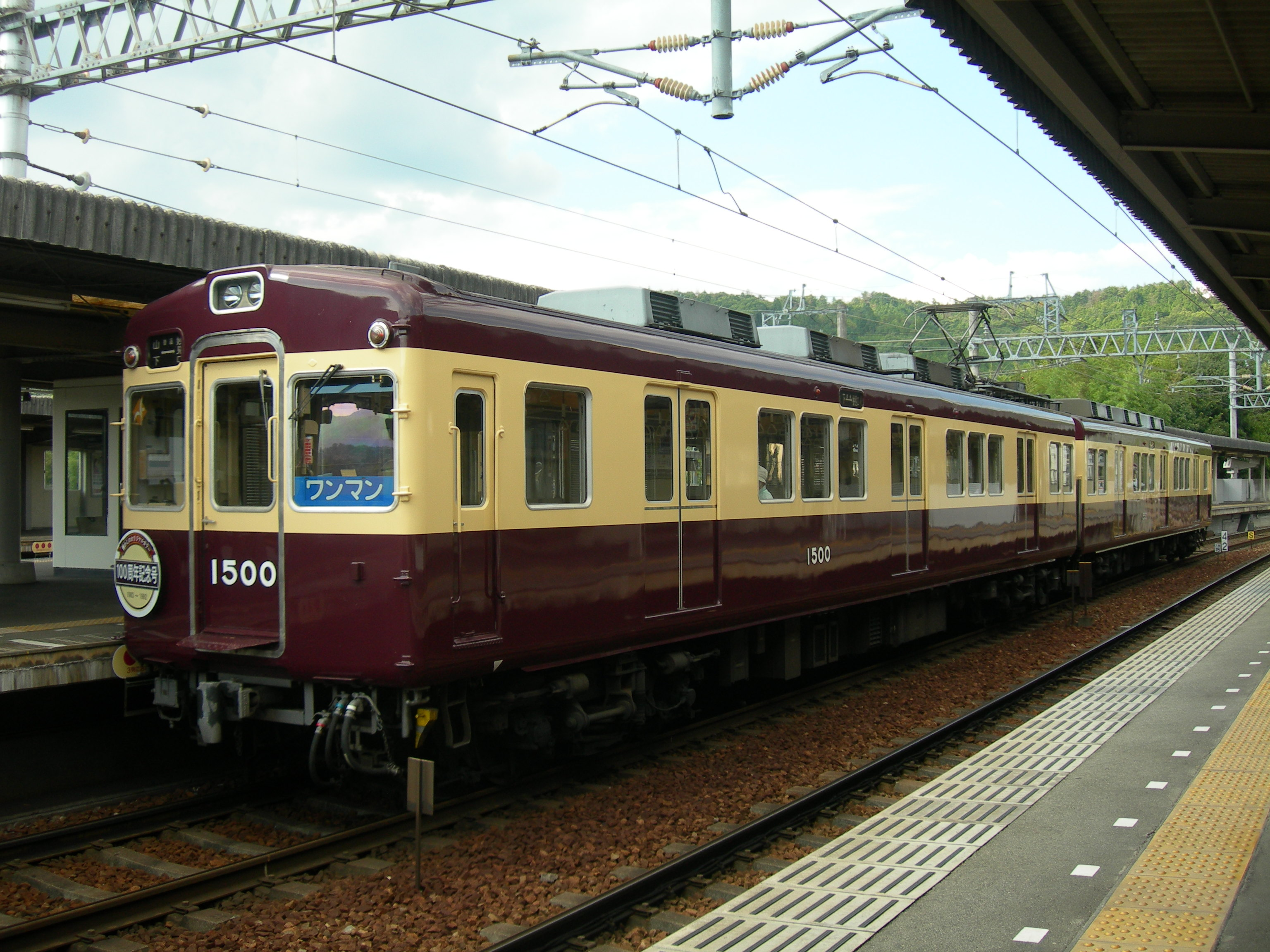
入線当初のマルーン+ベージュ1550F （2008年7月20日 山下駅）
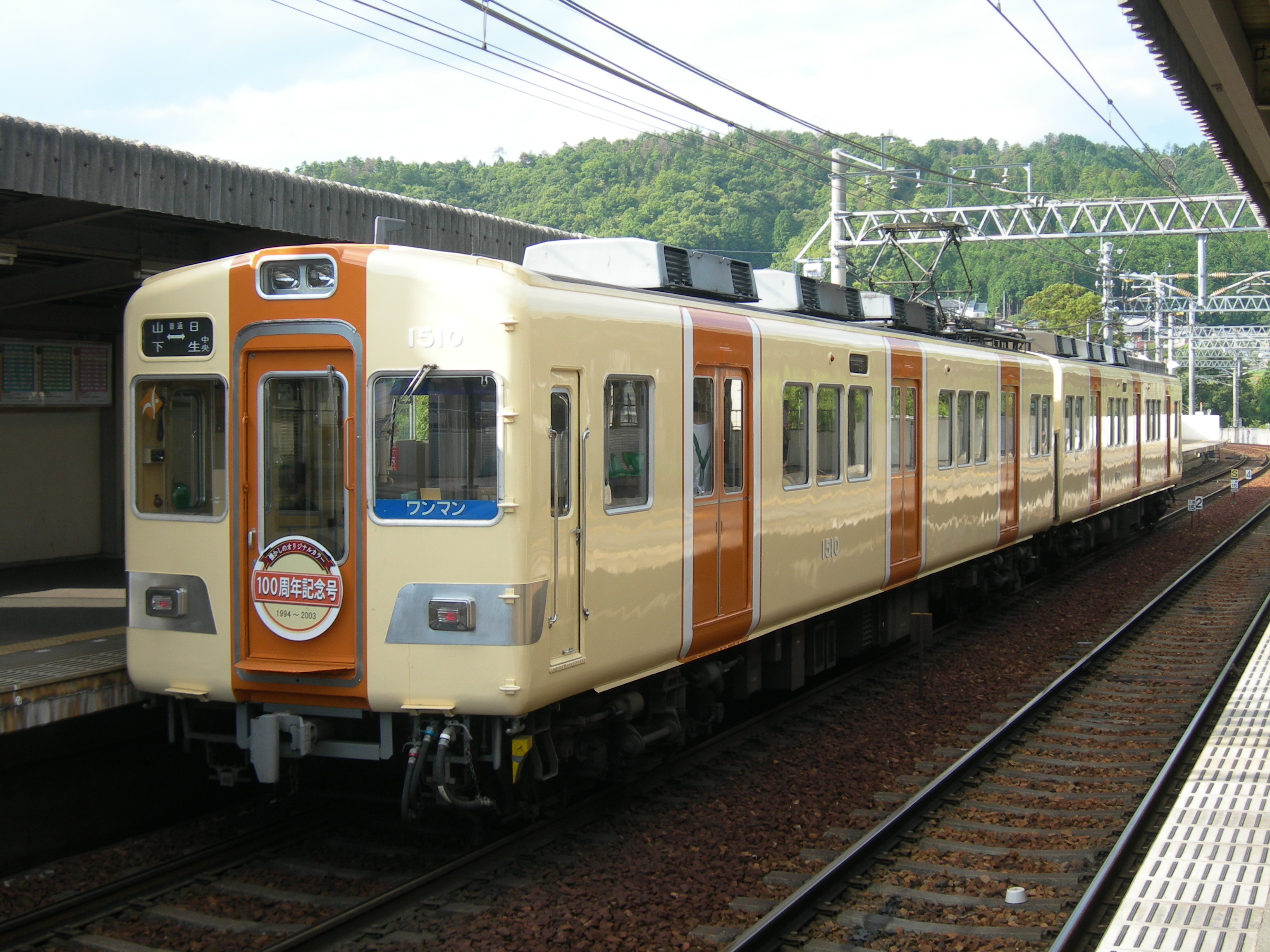
フルーツ牛乳塗色1560F （2008年7月20日 山下駅）

### 開業100周年記念
2013年には、開業100周年を記念し3月16日より1550Fに、開業当初の1形の青みがかった緑色の塗装を復刻した。4月13日には1560Fに、50形の白と青のツートンカラーを復刻した。1560Fの前面のステンレス飾りは取り外された。
両編成の車内は荷物棚が撤去され、その跡にかつての能勢電鉄の写真を展示していた。化粧板もやや赤い色調の艶消しのものに交換された。

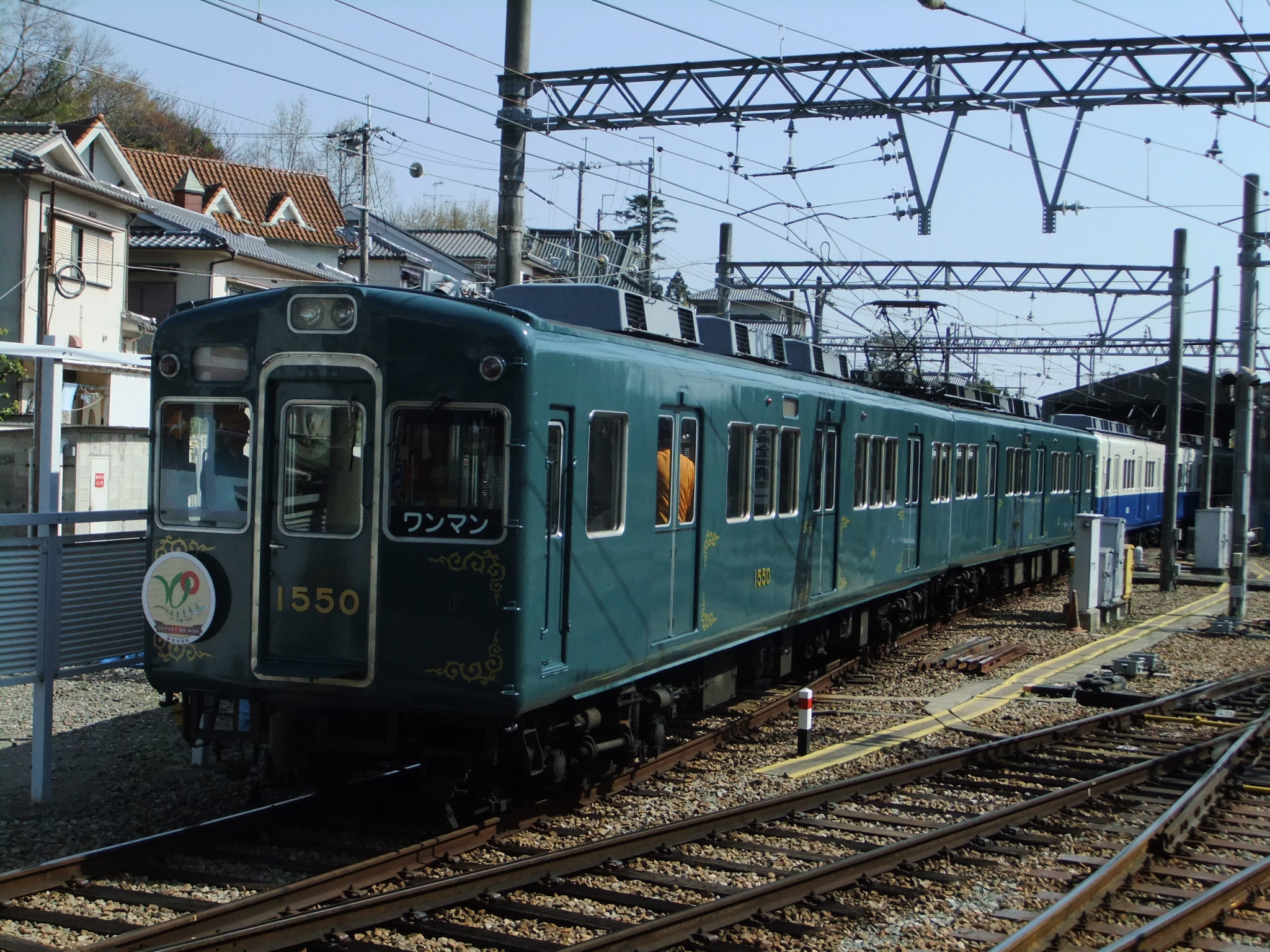
1形復刻塗装車両 （2013年4月13日 平野駅）
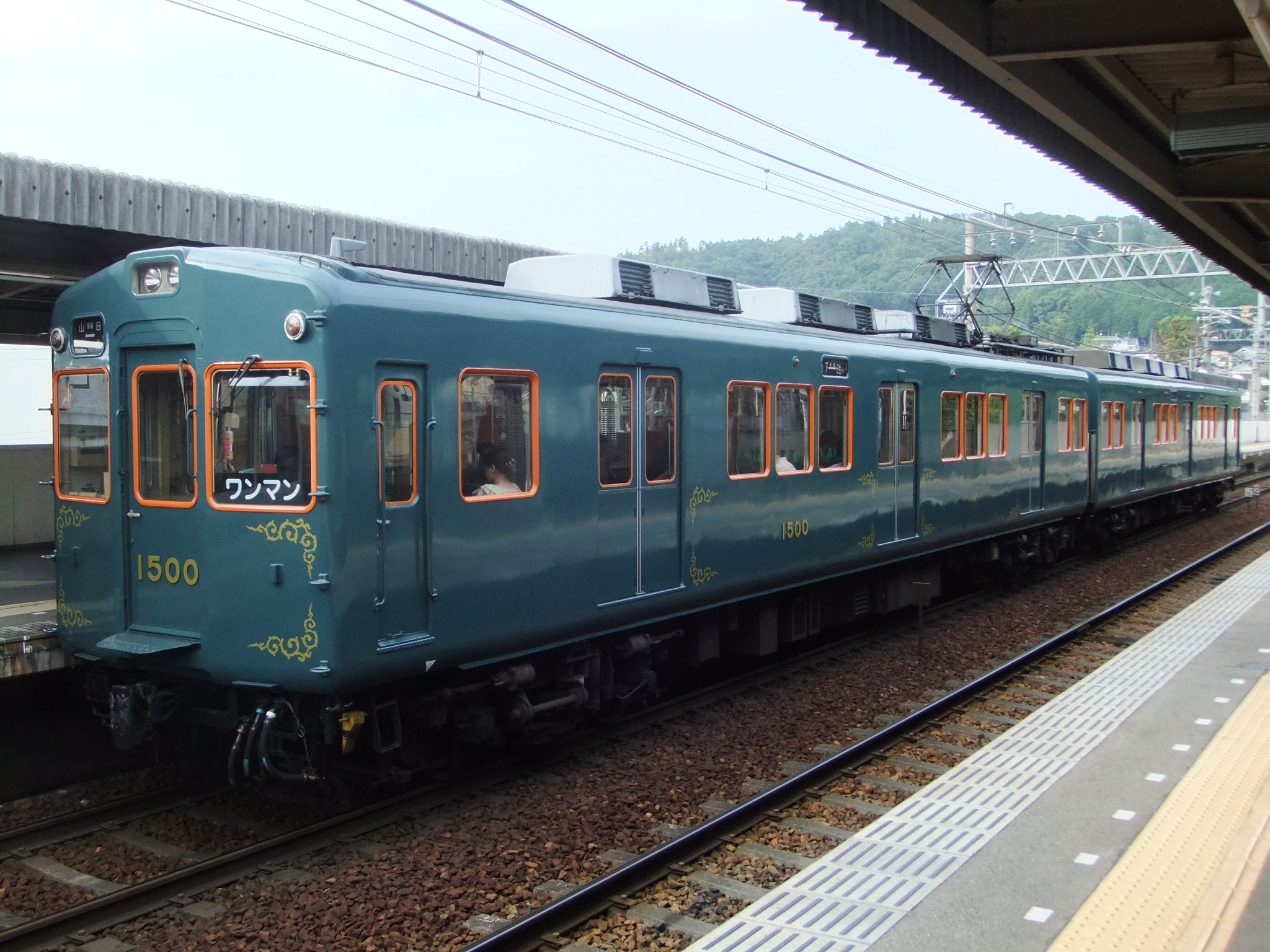
1型復刻車両は後に窓枠に塗装が追加された （2013年9月14日 山下駅）
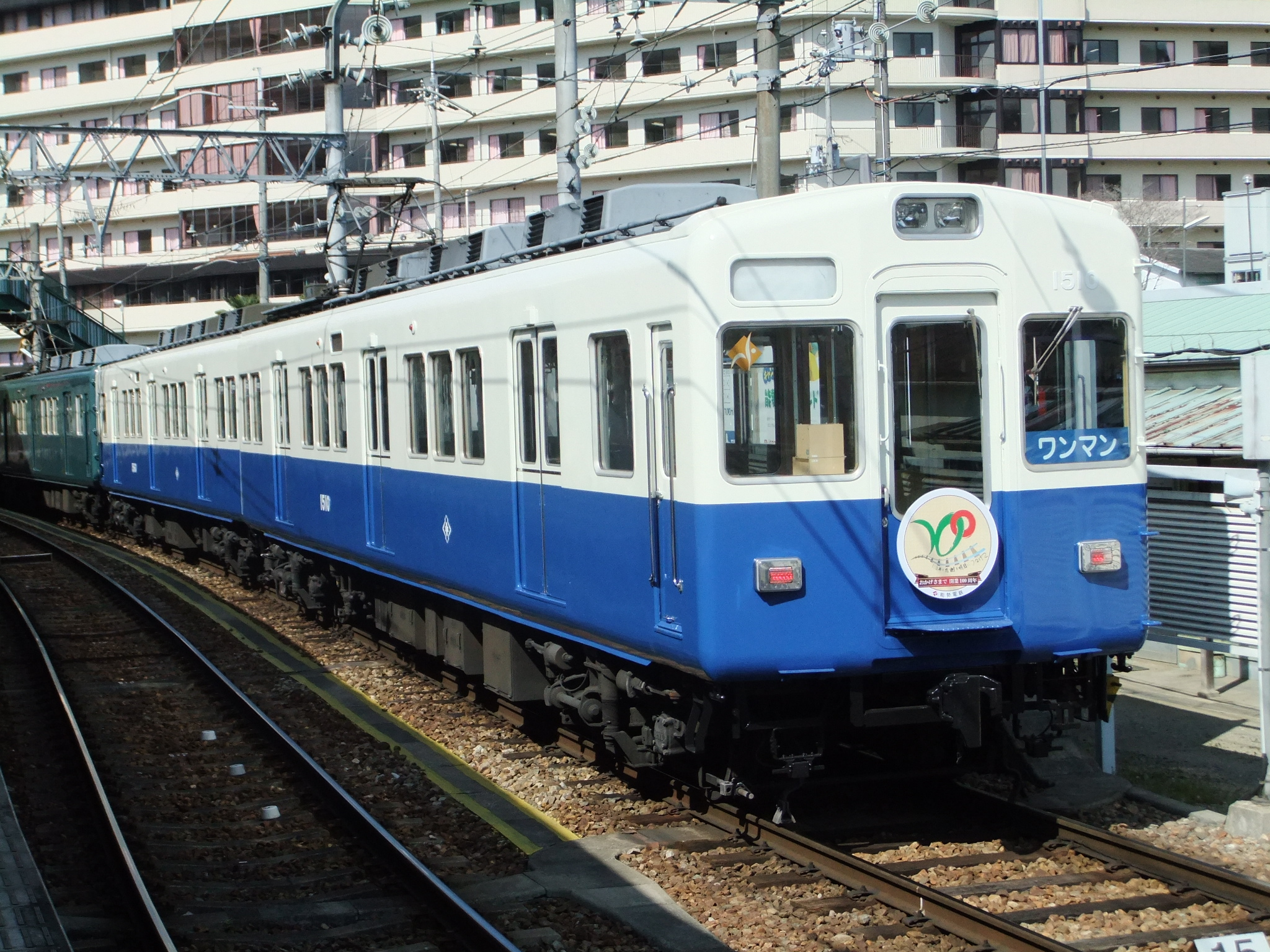
50形復刻塗装車両 （2013年4月13日 平野駅）
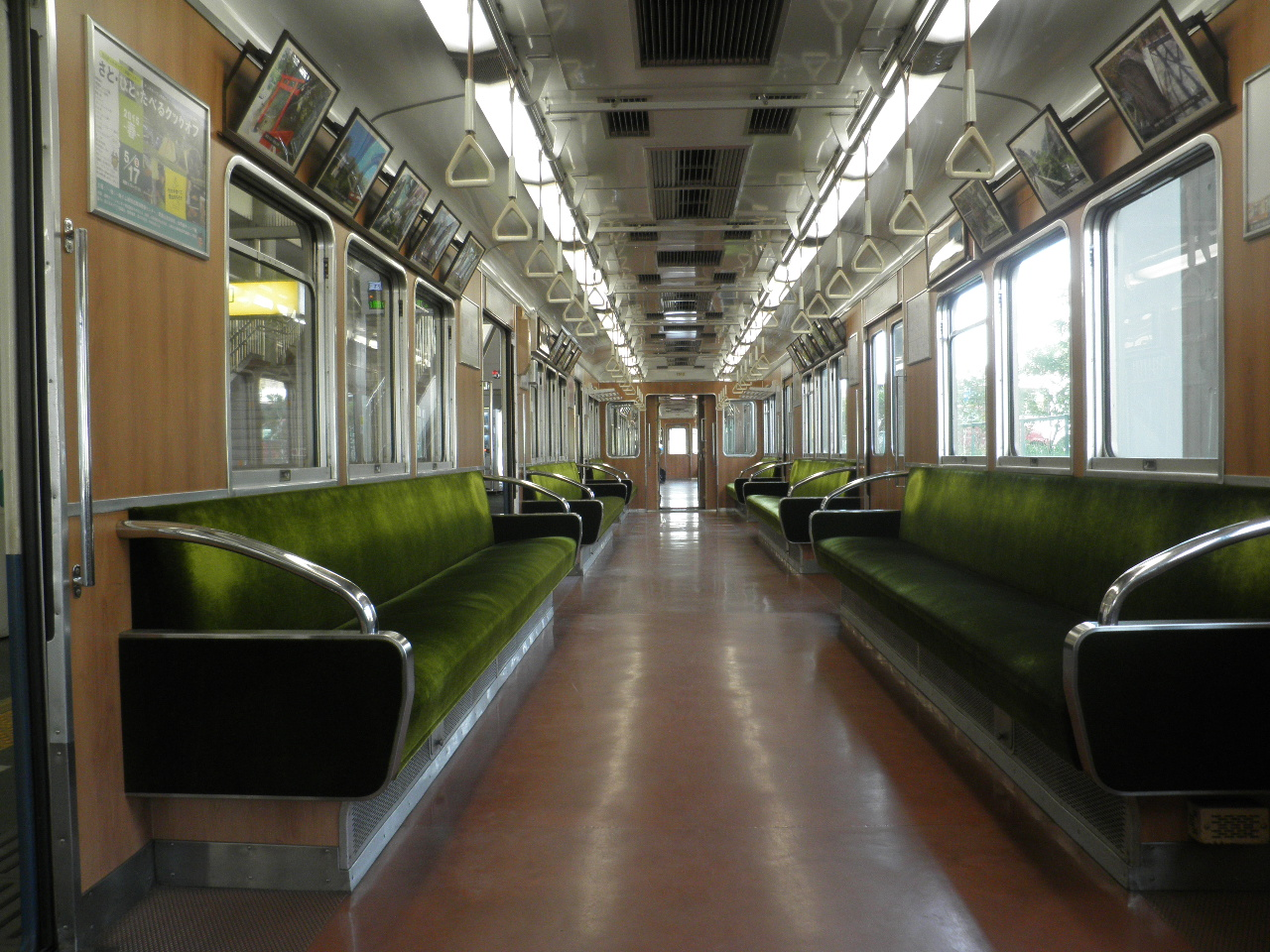
1560F車内

## 運用

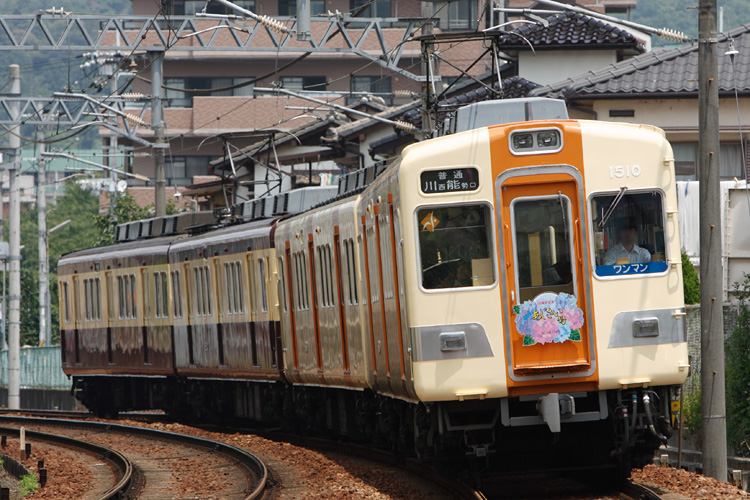
「あじさい号」
（2008年7月6日 鼓滝 - 多田間）

能勢電初の大型冷房車となった1500系は、1983年8月1日に営業運転を開始した。
登場時より1550F - 1555Fの4両編成6本体制で推移していたが、1997年のダイヤ改正に合わせて第1編成が4両編成から2両編成2本に再組成され、日生線・妙見線山下以北の区間運転用に充当された。
2008年7月5日から21日まで開催された「妙見山あじさいフェスティバル」に併せて、創業100周年記念の復刻塗装2編成を併結の上、期間中の土曜・休日の「あじさい号」の運用に使われた。
2015年より5100系（元阪急5100系）が導入され、製造から50年以上が経過した1500系の24両全車を置き換えることとなった。4両編成は2016年5月29日に1551Fによるさよなら運転を行い、運用を終了した。2両編成の1550Fは同年6月15日に、1560Fは6月22日に運行を終了した。これにより阪急で21年、能勢電で33年、計54年にも及ぶ歴史に幕を閉じた。

## 廃車

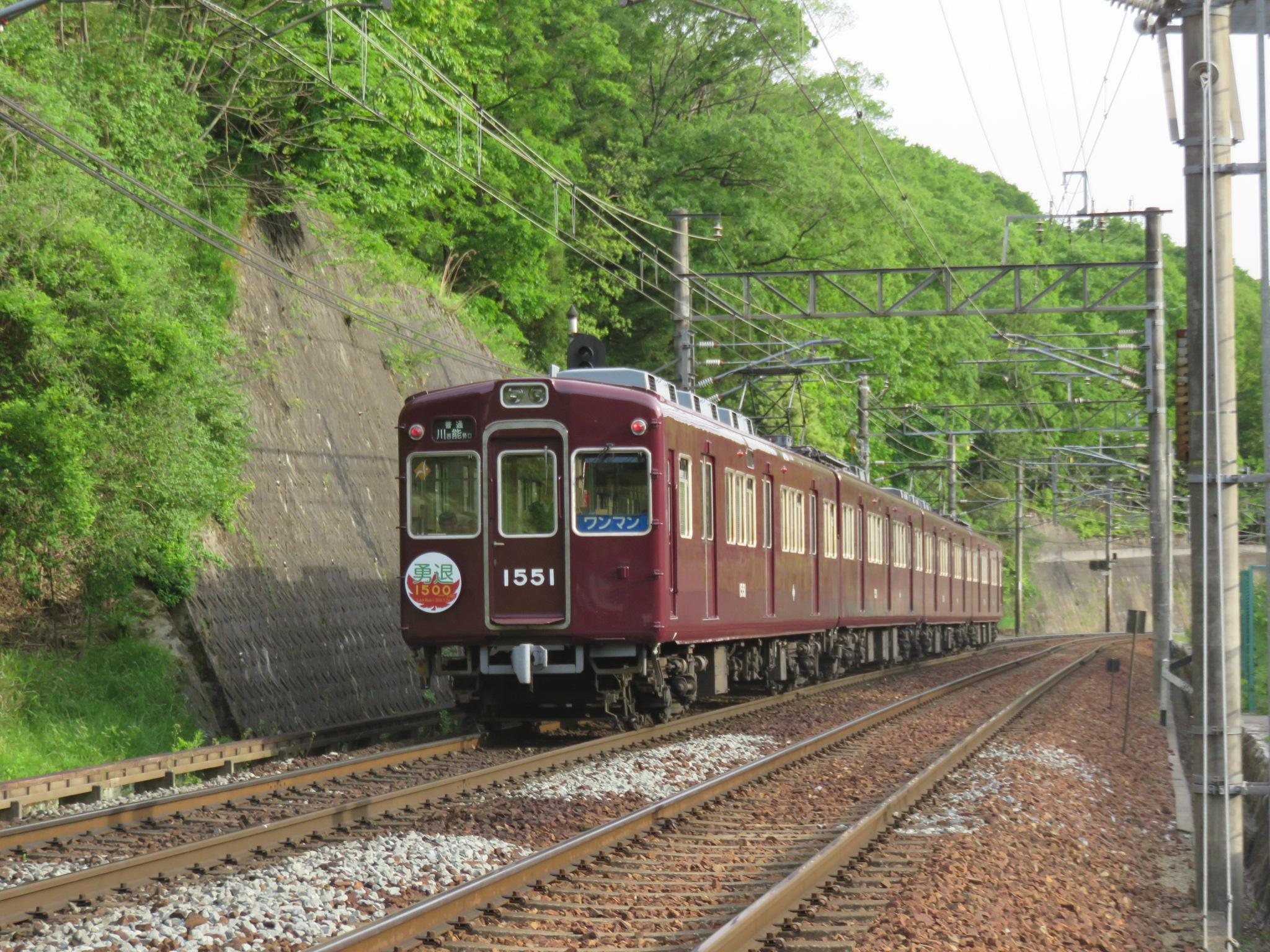
勇退ヘッドマークを付けた1551F
（2016年5月5日 一の鳥居 - 平野間）

5100系の導入に伴い、2015年に1554F・1555Fが廃車となった。2016年に1552F・1553Fが廃車、同年には最後まで残った1551F・1550F・1560Fも廃車となり、1500系は全廃となった。

## 譲渡・保存車
2015年、1554Fの1554・1504が三菱重工業に譲渡された。2020年現在、「MIHARA-Liner」の愛称を与えられ、三菱重工エンジニアリングの三原製作所和田沖工場（広島県三原市）内の総合交通システム検証施設「MIHARA試験センター（MTC）」内で各種試験に使用されている。同所では元JR東日本の205系6扉車サハ204-105の牽引車として用いられている。
2016年には1550形1552の先頭部が大阪府豊能町の吉川八幡神社に復元保存され、同年9月17日の放生会にて一般公開された。外板は保存にあたり鋼製からFRP製に変更されている。なおFS33台車や機器類の一部は、能勢電鉄より譲受した実物を装備している。公開日のみ見学撮影可能である。

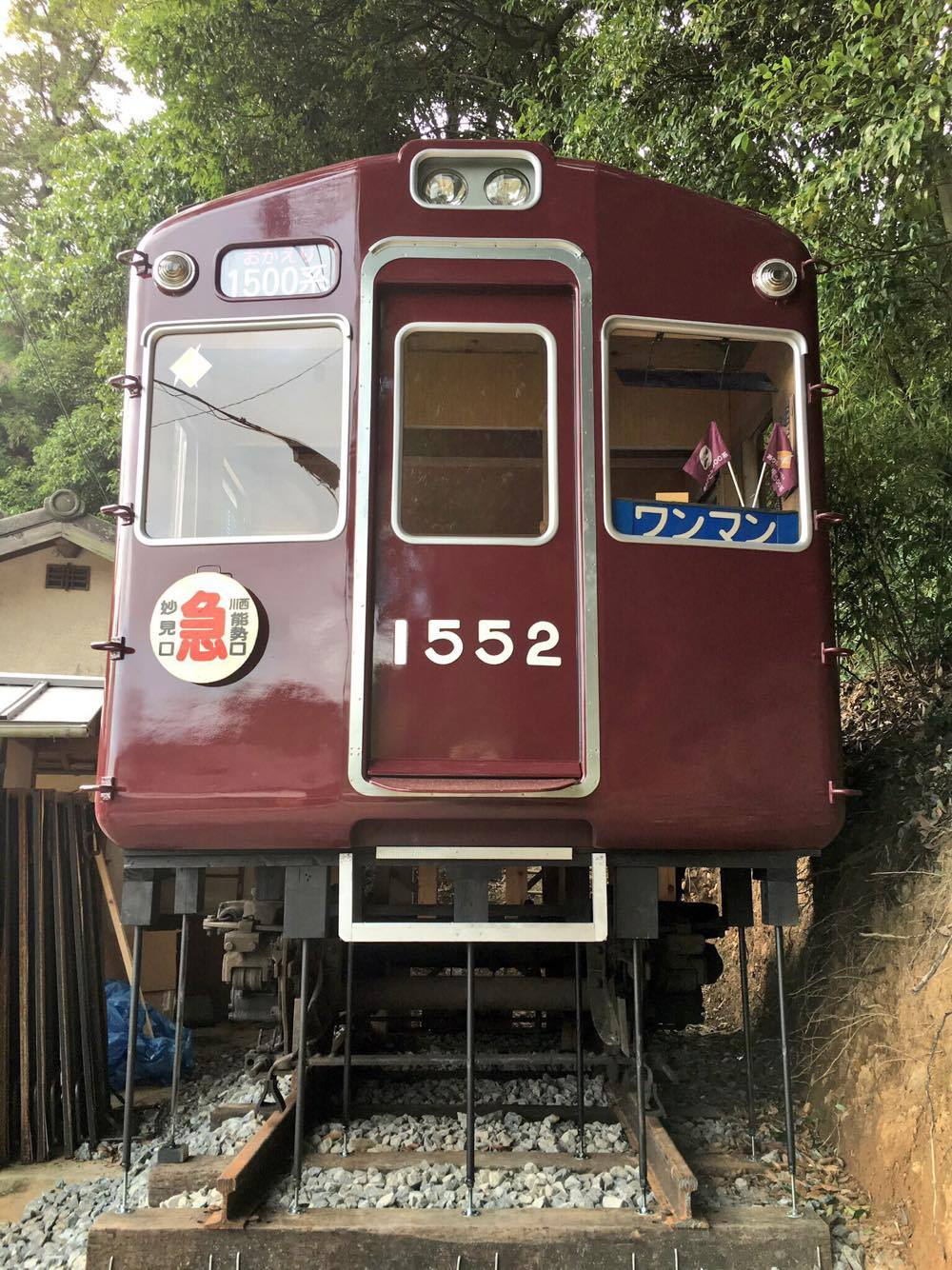
1552号車の先頭部（吉川八幡神社）
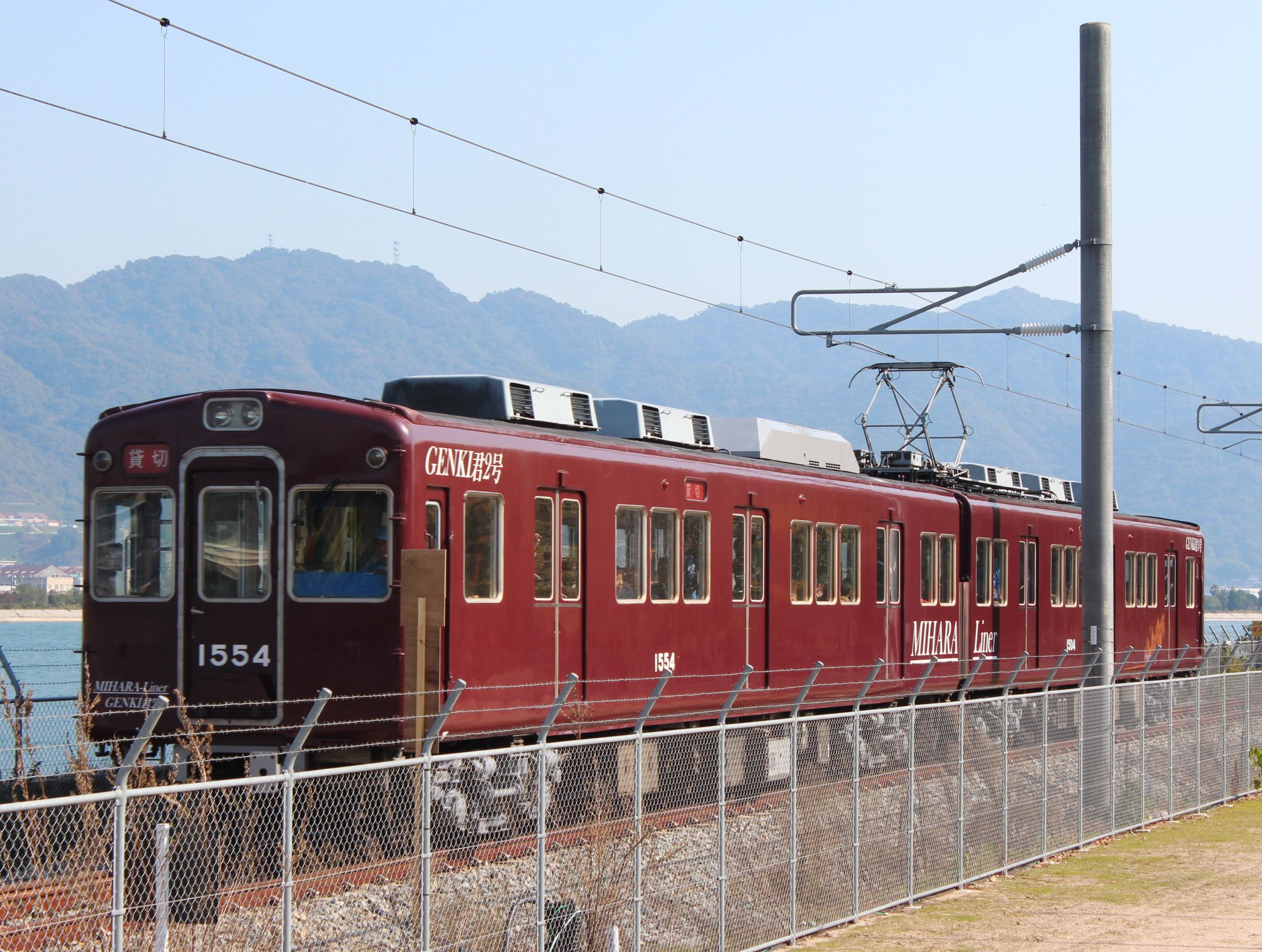
1554F「MIHARA-Liner」（2017年11月5日 三菱重工業和田沖工場にて 公開日に撮影）

## 編成表

### 登場時
1989年3月31日現在の編成。
| ← 日生中央・妙見口川西能勢口 → | ← 日生中央・妙見口川西能勢口 → | ← 日生中央・妙見口川西能勢口 → | ← 日生中央・妙見口川西能勢口 → | 竣工          | 備考 |
| Tc                             | M                              | T                              | Mc                             |               |      |
| 1550                           | 1530                           | 1580                           | 1500                           | 1983年7月8日  |      |
| 1551                           | 1531                           | 1581                           | 1501                           | 1983年7月28日 |      |
| 1552                           | 1532                           | 1582                           | 1502                           | 1984年6月13日 |      |
| 1553                           | 1533                           | 1583                           | 1503                           | 1984年8月22日 |      |
| 1554                           | 1534                           | 1584                           | 1504                           | 1985年7月13日 |      |
| 1555                           | 1535                           | 1585                           | 1505                           | 1985年7月30日 |      |

### ワンマン化後
2014年4月1日現在の編成。
| ← 日生中央・妙見口川西能勢口 → | ← 日生中央・妙見口川西能勢口 → | ← 日生中央・妙見口川西能勢口 → | ← 日生中央・妙見口川西能勢口 → | 廃車          | 備考 |
| Tc                             | M                              | T                              | Mc                             |               |      |
| 1551                           | 1531                           | 1581                           | 1501                           | 2016年6月29日 |      |
| 1552                           | 1532                           | 1582                           | 1502                           | 2016年2月     |      |
| 1553                           | 1533                           | 1583                           | 1503                           | 2016年2月     |      |
| 1554                           | 1534                           | 1584                           | 1504                           | 2015年3月     |      |
| 1555                           | 1535                           | 1585                           | 1505                           | 2015年3月     |      |

| ← 日生・妙見 | ← 日生・妙見 | 廃車          | 備考            |
| Tc           | Mc           |               |                 |
| 1550         | 1500         | 2016年6月29日 | 1997年2両編成化 |
| 1560         | 1510         | 2016年6月29日 | 1997年2両編成化 |